# Karsay János
Karsay János Lázár (Andód, 1856. december 16. – Sátoraljaújhely, 1917. február 11.) piarista tanár, rendházfőnök.

## Élete
Szülei Karsay Éliás kántortanító, jegyző és Horváth Katalin voltak. Testvére volt Karsay Imre (1860-1938) pogrányi plébános.
1867-1873 között a Nyitrai Piarista Gimnázium növendéke, többször volt ösztöndíjas. 1873. szeptember 8-án Vácott belépett a piarista rendbe. 1877—1878-ban próbaéves tanár volt Kecskeméten. 1879-ben fogadalmat tett és Rózsahegyen lett tanár. 1880. július 2-án fölszentelték. 1880-1883 között a veszprémi-, 1884-ben a nagybecskereki-, 1885-1886-ban a nagykárolyi, 1887-1891 között a kanizsai, 1892-1894 között a váci gimnázium, 1895-1897 között a privigyei rendház főnöke, 1898-1900 között a trencséni-, 1901-1903 között a sátoraljaújhelyi-, 1904-ben a  lévai-, 1905-1906-ben a nyitrai-, 1906-tól a kolozsvári gimnázium, ahol az ifjúsági könyvtár őre is volt, 1908-1912 között a szentgyögyi-, majd 1912-ben a privigyei, 1916-ban a sátoraljaújhelyi gimnázium tanára lett. Sátoraljaújhelyen 1916-ban betegsége miatt nyugdíjazták. Tanulmányi ügykezelő, magyar, latin, filozófia és hittantanár volt.
1905 szeptemberében Nyitrán megalakította a gimnáziumi Dugonics-önképzőkört, amelynek elnöke lett. Veszprémben Cholnoky Jenő földrajztanára volt.

## Művei
- 1879 Halvány vonások a magyar Horácból. Rózsahegyi r. kath. Főgymnasium Értesítője
- 1892 Ingadozások a magyar írásban. Váczi kath. Főgymnasium Értesítője